# Semiothisa achetata
Semiothisa achetata là một loài bướm đêm trong họ Geometridae.